# Trofeo Leonard M. Fowle
El Trofeo Leonard M. Fowle es el nombre del trofeo que se concede a la universidad que mejores resultados obtiene en los campeonatos de la Inter-Collegiate Sailing Association of North America (ICSA) desde la temporada 1971-1972. Se trata de la competición de vela ligera universitaria más importante del mundo. 
El trofeo se otorga al equipo que mejor puntuación haya conseguido en las semifinales y finales de las seis categorías que se disputan en los campeonatos nacionales: mixto, femenino, por equipos, en solitario femenino, en solitario masculino y match racing.

## Palmarés
| Año  | Campeón                        |
| 1972 | NY Maritime                    |
| 1973 | NY Maritime                    |
| 1974 | Tulane                         |
| 1975 | Tufts                          |
| 1976 | Tufts                          |
| 1977 | U.S. Naval Academy             |
| 1978 | U.S. Naval Academy             |
| 1979 | U.S. Naval Academy             |
| 1980 | U.S. Naval Academy             |
| 1981 | U.S. Naval Academy             |
| 1982 | U.S. Naval Academy             |
| 1983 | U.S. Naval Academy             |
| 1984 | Tufts                          |
| 1985 | Boston                         |
| 1986 | Charleston                     |
| 1987 | U.S. Naval Academy             |
| 1988 | Charleston                     |
| 1989 | Old Dominion                   |
| 1990 | Old Dominion                   |
| 1991 | Brown                          |
| 1992 | U.S. Naval Academy             |
| 1993 | Tufts                          |
| 1994 | Tufts                          |
| 1995 | Tufts                          |
| 1996 | Tufts                          |
| 1997 | U.S. Naval Academy             |
| 1998 | Charleston                     |
| 1999 | Tufts                          |
| 2000 | St. Mary’s College of Maryland |
| 2001 | Harvard                        |
| 2002 | Harvard                        |
| 2003 | Harvard                        |
| 2004 | Harvard                        |
| 2005 | Harvard                        |
| 2006 | Georgetown                     |
| 2007 | Charleston                     |
| 2008 | Boston College                 |
| 2009 | Yale                           |
| 2010 | Boston College                 |
| 2011 | Boston College                 |
| 2012 | Charleston                     |
| 2013 | Yale                           |
| 2014 | Yale                           |
| 2015 | Charleston                     |
| 2016 | Yale                           |
| 2017 | Charleston                     |
| 2018 | Charleston                     |
| 2019 | Yale                           |
| 2021 | Charleston                     |
| 2022 | Yale                           |
| 2023 | Stanford                       |
| 2024 | Brown                          |